# Biette de Casinel
V. (Bölcs) Károly francia király későbbi ágyasa François de Casinel és Alips Les Champs leányaként született, 1325 körül. Hat testvére közül öt nevét ismerjük. (Guillaume, Guy, Ferry, Bertrand, Jean és egy ismeretlen nevű leány)
Férje Gérard de Mortagne volt, akinek hat gyermeket szült, három fiút és három lányt.
- Jean (1363–1409), aki állítólag V. Károly törvénytelen fia volt, felesége 1388-tól Jacqueline de La Grange lett
- Gérard (1420-ban halt meg)
- Jean (1415-ben halt meg)
- Géraude (1381-ben hunyt el), ő Hennequin Lescot felesége lett
- Robine (1408-ban halt meg), ő 1384. december 22-én ment hozzá III. Guillaume dit Lyonnel de Chaumont-hoz
- Alix, ő 1401. július 24-én ment hozzá Jacques de Pavyot-hoz

Az asszony 1394-ben halt meg. Pártfogója, Károly már 1380. szeptember 16-án elhunyt.